# Francesc Bonastre i Bertran
Francesc Bonastre i Bertran (Montblanc, 20 d'abril de 1944 - Barcelona, 20 de setembre de 2017) fou un musicòleg i compositor català. Fou autor de més de setanta composicions musicals i de prop de cent cinquanta publicacions científiques sobre diversos àmbits de la musicologia.

## Biografia
A partir dels 6 anys s'inicià en l'estudi de la música a l'escolania de la seva vila natal amb mossèn Ramon Boqueres, organista de Santa Maria de Montblanc. Entre 1956 i 1962 completà la seva formació musical al Seminari Pontifici de Tarragona amb el canonge organista Francesc Tàpies. El 1962 es traslladà a Barcelona per cursar els estudis de Filologia Romànica a la Universitat de Barcelona, carrera en la qual es llicencià el 1967 i, sota la direcció del Dr. Martí de Riquer, es doctorà el 1970 amb la tesi Estudis sobre la Verbeta (La verbeta a Catalunya durant els segles XI-XVI). La seva vocació musicològica es forjà arran de les trobades que mantenia amb els musicòlegs mossèn Higini Anglès i mossèn Josep Maria Llorens a la Secció de Música de la Biblioteca de Catalunya. Entre 1969 i 1972 obtingué una beca de Formació de Personal Investigador a l'Instituto Español de Musicología del CSIC que li permeté completar la seva formació musicològica amb el Dr. Miquel Querol. El seu estudi sobre la verbeta fou guardonat amb la VII Beca Manuel de Montoliu l'any 1969 i rebé el 1976 el Premio Nacional de Musicologia.
La seva carrera docent s'inicià a la Universitat de Barcelona (1967-1972) i amb la fundació de la Universitat Autònoma de Barcelona, el 1968, alternà la docència entre les dues universitats; tanmateix, a partir de 1972 l'exercí de forma exclusiva a la UAB, on fou professor agregat i catedràtic de Musicologia, a partir de 1986. Durant els anys 1973-1978, impulsà, amb la col·laboració del Dr. Antonio Martín Moreno, la creació d'un pla bianual de deu assignatures de musicologia en el si de la llicenciatura d'Història de l'Art de la UAB. Entre 1972 i 1974 dirigí el Departament d'Art i fundà el Centre de Documentació Musical (CDM) de la UAB, amb la voluntat de treballar en la recuperació del patrimoni musical de Catalunya. Entre 1973 i 1979 el centre va endegar les catalogacions de diversos fons musicals. Aquell projecte va donar pas a la creació el 1980 de l'Institut Universitari de Documentació i Investigació Musicològiques Josep Ricart i Matas (IUDIM) de la UAB, amb el concurs de la Reial Acadèmia Catalana de Belles Arts de Sant Jordi. Des de l'IUDIM impulsà i dirigí la revista Recerca Musicològica, amb la qual publicà 21 números entre 1980 i 2014, i la col·lecció de partitures Quaderns de Música Històrica Catalana (1983-1991). D'entre els càrrecs de responsabilitat acadèmica i científica que va assumir en el decurs de la seva carrera cal destacar la pertinença, en qualitat d'acadèmic numerari, a la Reial Acadèmia Catalana de Belles Arts de Sant Jordi i a la Reial Acadèmia de Belles Arts de San Fernando, com a acadèmic corresponent; la participació en la fundació de la Societat Catalana de Musicologia filial de l'Institut d'Estudis Catalans, de la qual fou secretari entre 1974 i 1991.

## Com a compositor
El seu llegat musicològic se centra, de forma prioritària, en la història de la música catalana. El catàleg temàtic de la seva obra conté més de 150 publicacions i comprèn des de la música medieval fins al segle xx, per bé que el gruix de les seves recerques tenen com a punt central els autors i el repertori del barroc musical català. La singladura de la seva trajectòria científica pren com a punt de partença i retorn la figura de Felip Pedrell, entre l'edició del seu primer llibre, Felip Pedrell. Acotaciones a una idea, (1977), i el darrer, en el que compila i estudia l'epistolari pedrellià a Epistolario de Felip Pedrell (2015). D'entre les seves edicions crítiques cal esmentar la Història de Joseph de L. V. Gargallo (Biblioteca de Catalunya, 1986), Completes a 15 de Francesc Soler (Biblioteca de Catalunya, 1988), la Simfonia de Mi b M de Bernat Bertran (Biblioteca de Catalunya, 1991), Poema Simfònic de Felip Pedrell (ICCMU, 1992), Los amantes de Teruel de Tomás Breton (ICCMU, 1998), Celos aún del aire matan de Juan Hidalgo (ICCMU, 2000) i La Missa policoral a Catalunya a la segona meitat del segle XVII (CSIC, 2005). Feu aportacions decisives per a la recuperació de la música de compositors com Josep Carcoler, Antonio Rodríguez de Hita, Antoni Soler, Lluís Vicenç Gargallo i Francesc Soler, entre d'altres. Són també importants els seus treballs sobre organologia i sobre compositors catalans com Felip Pedrell, Eduard Toldrà i Xavier Montsalvatge.
Fermament convençut de la necessitat de mantenir i estrènyer els lligams entre la musicologia i la música, va conrear l'art de la interpretació musical, des de la direcció de la Schola Cantorum Universitaria Barcinonensis (1967-1972) i el Cor Gaudium Musicæ (1975-1985) –vinculat al CDM de la UAB–, fins a la fundació, entre 1995 i 1996, dels conjunts de música antiga Seconda Prattica i Mapa Harmonico, que impulsà amb la voluntat de donar difusió al repertori inèdit del barroc català, objecte de les seves recerques, i amb els quals va realitzar diversos enregistraments discogràfics.
La seva vocació compositiva va deixar un catàleg de 77 obres escrites entre 1963 i 2012 per a diverses formacions musicals –cor, lieder, música per a piano, música per a cobla, música simfònica, cantates i oratoris– entre les quals cal esmentar la Suite Montblanquina (1967), Joglaresques (1967), Cançons d'estudiant (1968), 27 Lieder per a veu i piano, Cantata de Nadal (2002), Galeria d'Impressions (2003), Glosas del peregrino (2004), El túmulo de Altisidora (2005), Corona d'estels (2006), Stix (2007), Oratori de la Mare de Déu de la Serra (2007) i Fructuosi Natalicia (2008). En algunes de les seves obres s'observa la seva adscripció estilística a l'escola postimpressionista francesa, al Grup dels Sis i a les aportacions rítmiques d'Ígor Stravinski.

## Obres principals
- Suite Montblanquina (1963)
- Sant Raimon de Penyafort (1964), poema simfònic
- Joglaresques (1967) Música i cor
- Tropus ad antiphonam (1970) Música i cor
- Homenatge a Lola Anglada (1984), per a piano

## Fons personal
El fons Francesc Bonastre ha estat donat pels seus hereus a la Universitat Autònoma de Barcelona i dipositat a la Biblioteca d'Humanitats. El fons conté documentació personal i familiar, així com una selecció de la seva biblioteca personal.